# Marcelo Alexandre
Marcelo Óscar Alexandre (Buenos Aires, 22 de gener de 1963) és un ciclista argentí que combina el ciclisme en pista com la carretera. Va participar en dos edicions dels Jocs Olímpics.

## Palmarès en carretera
- 1988
  - 1r a la Doble Bragado
- 1991
  - 1r a la Doble Bragado

## Palmarès en pista
- 1980
  - 1r als Campionats Panamericans en Quilòmetre
  - 1r als Campionats Panamericans en Velocitat
- 1981
  -  Campió del món júnior en Quilòmetre contrarellotge
  - 1r als Campionats Panamericans en Quilòmetre
  - 1r als Campionats Panamericans en Velocitat
- 1987
  - 1r als Sis dies de Buenos Aires (amb Eduardo Trillini)
- 1993
  - 1r als Sis dies de Buenos Aires (amb Danny Clark)